# 1689 Baptist Confession of Faith

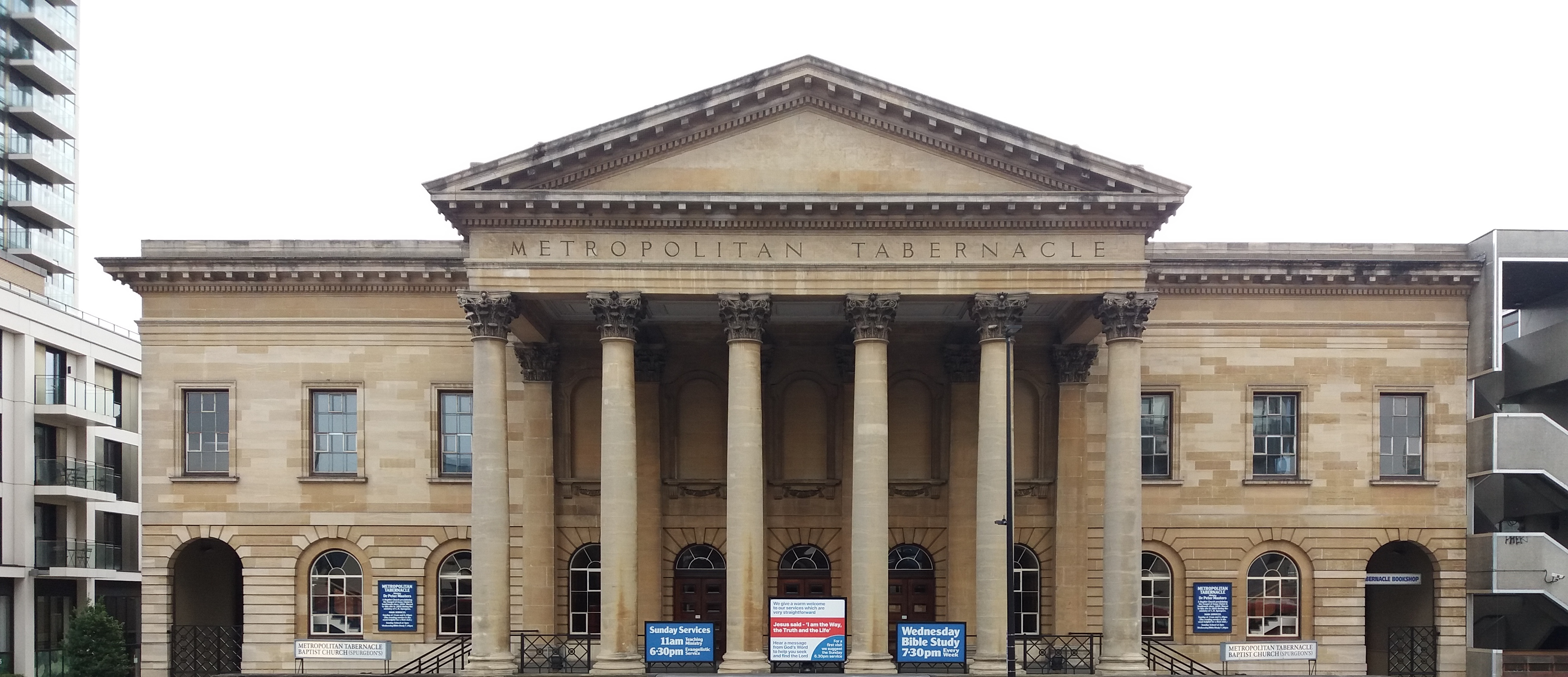
Metropolitan Tabernacle, En församling som följer 1689 Baptist confession of Faith

1689 Baptist Confession of Faith skrevs av kalvinistiska baptister i England för att ge en formell beskrivning av den reformerta och protestantisk kristna tron ur baptistiskt perspektiv. Den här bekännelsen, Westminsterbekännelsen (1646) och Savoydeklarationen (1658), skrevs av puritaner för vilka det var viktigt att deras kyrkor speglade det som de menade att Bibeln undervisade.

## Historik
Baptismen är en kristen rörelse som har sin bakgrund i de engelska separatister på 1600-talet. Den första egentliga baptistförsamlingen grundades av engelsmannen John Smyth i Holland 1607 och blev tydligt baptistisk 1609. Under 1600-talet växte baptismen i England, den var dock delad i två riktningar, General Baptists som från mennoniterna fått en arminianansk lära om frälsningen, och Particular Baptists som genom puritanerna hade en reformert teologi. De partikulära baptisterna som var till numerären större, var de som tog fram och följde 1689 års baptistbekännelse. Genom att använda Westminsterbekännelsen som en grund för en baptistisk trosbekännelse ville reformerta baptister i London och dess omnejd visa sin samhörighet med presbyterianer och kongregationalister. Vid en samling 1677 togs en bekännelse fram som senare bli 1689 års baptistbekännelse. Syftet med bekännelsen var:
"our hearty agreement with them (Presbyterians and Congregationalists) in that wholesome protestant doctrine, which, with so clear evidence of Scriptures they have asserted" 
På grund av politiska omständigheter blev bekännelsen antagen först 1689, efter "Act of Toleration 1689". 1689 års baptistbekännlse kom att bli en av de viktigaste baptistiska trosbekännelserna, och fyllde sitt syfte för undervisning och apologetik.

## Baptistbekännelsen jämförd med kongregationalister och anabaptisters lära

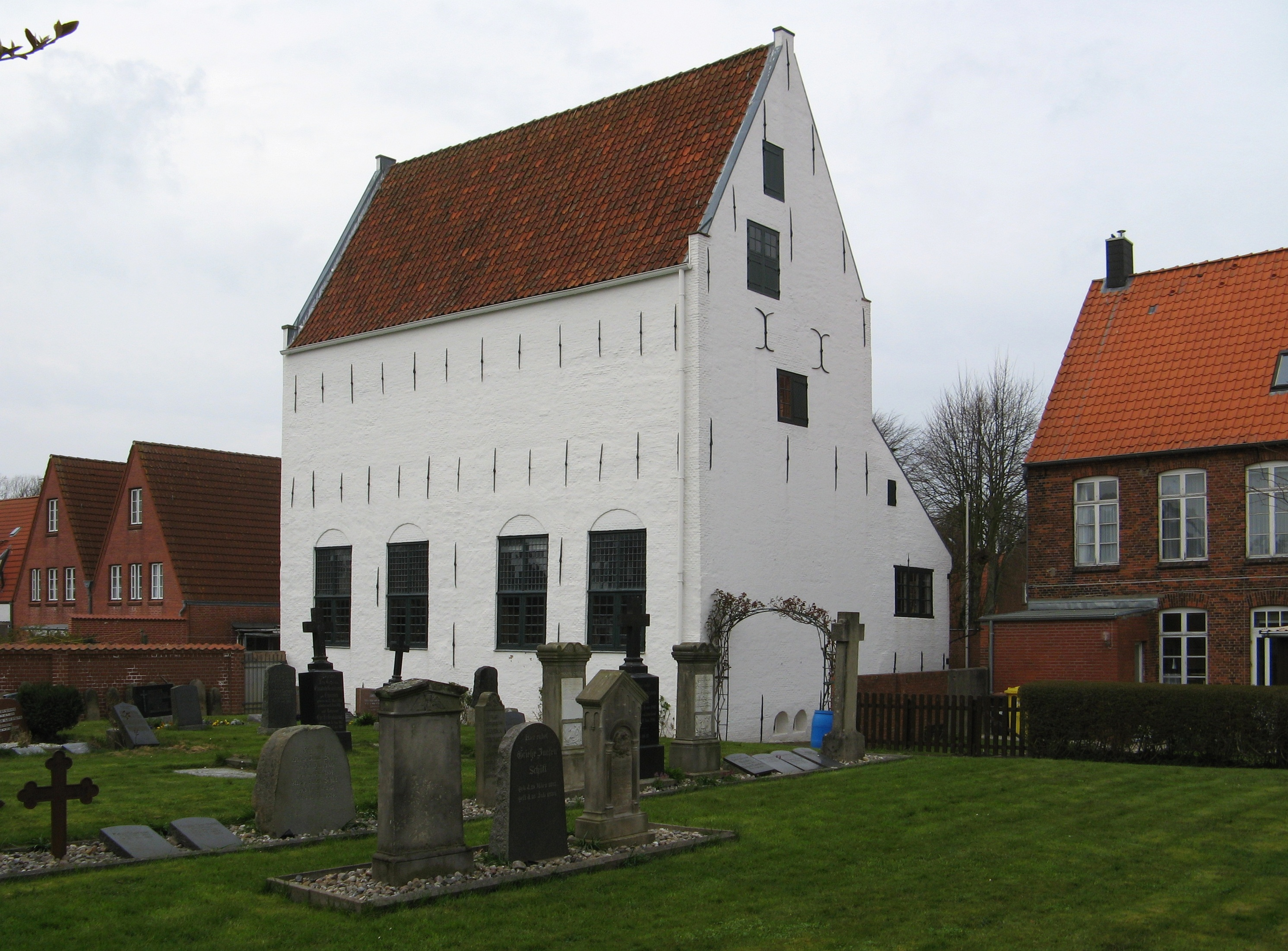
Mennonitkyrka i Schleswig-Holstein / Tyskland

Med sitt ursprung i brittiska separatism och kongregationalism är de första baptisternas teologi på många sätt en baptistisk modifikation av reformert teologi. Den kongregationalistiska kyrkan anses ha fått sin start i en skrift utgiven av Robert Browne 1592. En ledande tanke bland kongregationalister är att varje församling i sig är nog för att bilda den synliga delen av kyrkan, en tanke som går tillbaka till John Wyclif och lollarderna. Den tidiga kongregationalistiska strömningen ansåg att kyrkan måste vara "ren", dvs att endast de återfödda kristna är värdiga att vara kyrkomedlemmar. Denna tanke leder till tanken att avvisa barndopet och på baptisters vis endast acceptera vuxendopet. 
Baptister har dock även vissa rötter i den radikala reformationen med teologer som Balthasar Hubmaier och Menno Simons. Anabaptisterna förkastade barndopet och förkunnade i stället dop vid medveten ålder och blev på så sätt pionjärer för den frikyrkliga uppfattningen att den kristna tron kräver ett medvetet ställningstagande. Majoriteten av anabaptister ansåg att de Jesus-troende måste organisera sig i församlingar som utgjorde tydliga alternativ till den etablerade kyrkan och samhället. Många anabaptister var ivriga förespråkare av en livsstil präglad av pacifism, församlingsfostran, omsorg, egendomsgemenskap och enkelhet, något man såg som en självklar konsekvens av en spiritualitet baserad på evangeliernas Jesus.Gemensamt med anabaptisterna har de reformerta baptisterna avståndstagandet till dopet av spädbarn och statskyrkan. Till skillnad från anabaptisterna tillåter man baptister att:
- Bli domare och arbeta för överheten
- Svära eder
- Vara med i krig

## Charles Spurgeon

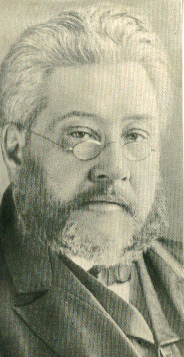
Charles Spurgeon

Charles Spurgeon var en av de mest betydande predikanterna under 1800-talet och hans predikosamlingar trycks än idag. Han var trogen 1689 års baptistbekännelse och gav ut den med några smärre justeringar. Spurgeons moderata kalvinism och trogenhet mot det reformerta arv som ges i 1689 års baptistbekännslse kan illustreras med nedanstående punkter:
- Han var konfessionellt medveten och förtröstade på att ordet ensamt väcker tro hos de utvalda, utan att man behöver hjälpa på traven med olika effekter och åthävor.
- Han praktiserade inte seden att bjuda dem som vill ge sitt liv till Jesus att komma fram till altaret för förbön (så kallade "altar calls").
- I hans predikningar härskade den gammalpuritanska andan, och han fasthöll strängt vid äldre tiders inspirationslära, och Gamla och Nya Testamentet ägde samma tyngd.

## 1689 år baptistbekännelse idag
1689 års bekännelse är än idag ett mycket viktigt dokument för reformerta baptister över världen, genom att de har en historisk reformert bekännelse. Det finns också forskning som tar sin grund i den teologi som ges i bekännelsen, ett exempel är tidskriften The Reformed Baptist Theological Review 
Inom den gren av Southern Baptist Convention som är mer reformert, förekommer det att församlingar ansluter sig till 1689 års baptistbekännelse. En pastor i en av dessa församlingar anger följande fördelar för en församling att ansluta sig till en bekännelse:
- Det är en detaljerad beskrivning av vad församlingen tro och kan användas som guide vid tillsättning av pastorer, lärare och andra ledare i församlingen.
- De som överväger att bli medlemmar vet vad de kan förvänta sig av församlingens teologi och undervisning. Det är också bra vid diskussioner om lärofrågor.
- En bekännelse kan underlätta enhet.
- Den samlade visdomen i en bekännelse kan ge andlig växt i en församling

## Kontroversiella lärofrågor
I reformationstiden var det vanligt bland protestanter att ha en mycket negativ syn på påven. Förutom protesterna mot avlatshandeln hade Luther gjort många för sin tid kontroversiella teologiska ställningstaganden, protesterade mot skolastikens teologi och den aristoteliska filosofins inflytande, mot påven och kyrkomötenas makt och att Bibeln inte var kyrkans enda auktoritet. Luther hade kallatpåven för antikrist, och det var också något som många tyckte kunna bekräfta genom den läsning av Bibeln man då gjorde. Detta kan ses i den presbyterianska Westminsterbekännelsen, men också i 1689 års bekännelse:
| ”                                                                                              | The Lord Jesus Christ is the head of the church. By the appointment of the Father, all authority requisite for the calling, establishment, ordering and governing of the church is supremely and sovereignly invested in Him. It is impossible for the Pope of Rome in any true sense to be the head of the church, for he is the antichrist, described in Scripture as 'the man of sin', 'the son of perdition,' who 'exalts himself' in the church against Christ and 'above all that is called God', whom 'the Lord shall destroy with the brightness of His coming'. | „ |
| – A Faith to Confess: The Baptist Confession of Faith of 1689 Rewritten in Modern English 26:4 | |   |

Idag är det många reformerta baptister som inte menar att detta är en rätt tolkning av vad Bibeln lär, man menar att reformatorernas syn på påven bygger på bristande exegetik inom det svåra område som eskatologi utgör.

## Bekännande baptism
Ofta beskriver man baptismen som att det inte har några bekännelseskrifter eller någon trosbekännelse, men omfattar i allmänhet de tre fornkyrkliga trosbekännelserna. Läran kan variera ganska mycket mellan olika församlingar och samfund och har också varierat ganska mycket under historiens gång. Svenska Baptistsamfundet beskriver det så här på sin webbplats:
| ”                                        | Det finns ingen baptistisk troslära, däremot vissa principer som historiskt sett är gemensamma för den baptistiska rörelsen. | „ |
| – Vad vi tror - Svenska Baptistsamfundet | |   |

Baptistpredikanten Spurgeon ser istället på fördelar med en skriven bekännelse, som 1689 år baptistbekännelse:
| ”                                             | It is not issued as an authoritative rule or code of faith, whereby you may be fettered, but as a means of edification in righteousness. It is an excellent, though not inspired, expression of the teaching of those Holy Scriptures by which all confessions are to be measured | „ |
| – On 1689 Baptist Confession - C. H. Spurgeon | |   |

Det finns en viktig strömning i baptismen som viktigaste princip har individens frihet i teologiska frågor och som ser faror med skrivna bekännelser, men det finns också en strömning som ser en skriven bekännelse som något mycket användbart.1689 års baptistbekännelse används den reformerta riktningen av baptister som menar att man bekännelser är viktiga även för baptister. Ända sedan anabaptisternas Schleitheim Confession år 1527, till Southern Baptist Conventions The Baptist Faith and Message år 2000, har det funnits en strömning i döparrörelsen och baptismen som funnit det viktigt att skriva ned det man tror på. Syftena med en skriven bekännelse har varierat, men dessa tre punkter återkommer dock ofta:
- För att underlätta läroenhet i församlingarna
- Ett verktyg för undervisning om trons grunder
- En hjälp i apologetik när baptisters rättrogenhet blivit ifrågasatt av omvärlden